# Teijirō Tanikawa
Teijirō Tanikawa (谷川禎次郎?, Tanikawa Teijirō; 20 dicembre 1932 – 13 maggio 2025) è stato un nuotatore giapponese.

## Biografia
Specializzato nello stile libero, vinse la medaglia d'argento nella staffetta 4x200 m sl alle Olimpiadi di Helsinki 1952.

## Palmarès
- Olimpiadi

Helsinki 1952: argento nella staffetta 4x200 m sl.
- Giochi asiatici

1954 - Manila: argento nei 100 m sl.